# Robert Venditti
Pour les articles homonymes, voir Venditti.
 (novembre 2018).
Si vous disposez d'ouvrages ou d'articles de référence ou si vous connaissez des sites web de qualité traitant du thème abordé ici, merci de compléter l'article en donnant les références utiles à sa vérifiabilité et en les liant à la section « Notes et références ».
Robert Venditti est scénariste américain de bandes dessinées, né en 1967 et surtout connu pour son travail pour Top Shelf Productions avec le titre The Surrogates (adapté en film sous le titre français Clones par Jonathan Mostow, avec Bruce Willis comme acteur principal).

## Biographie

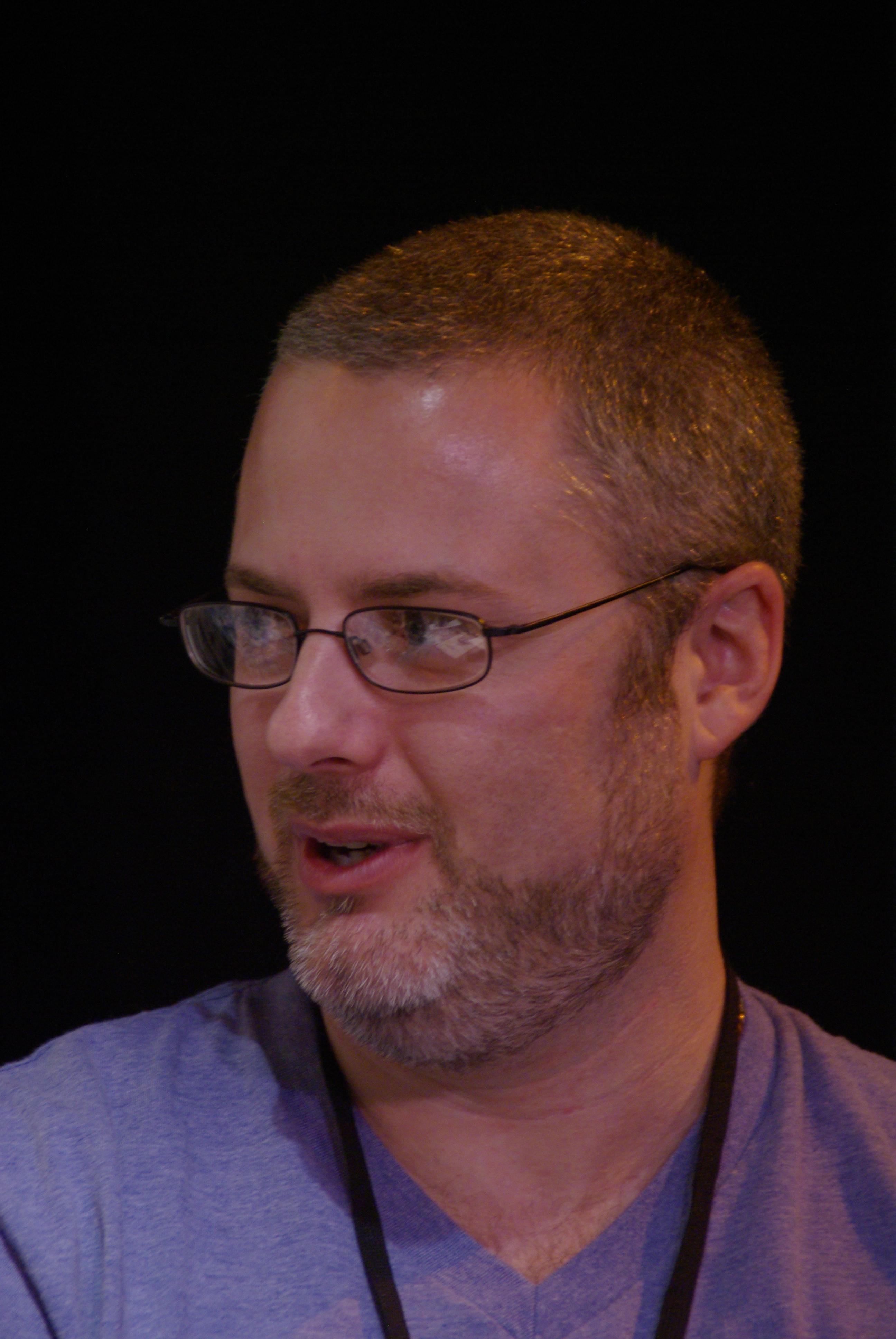
Venditti à la Foire internationale du livre de Miami.

Robert Venditti a grandi à Hollywood puis à Pembroke Pines (Floride). À 18 ans, il s'inscrit à l'université de Floride, à Gainesville, étudier le droit. Après quoi, il commence à travailler comme secrétaire dans un cabinet d'avocat du sud de la Floride, mais cela le décide finalement à abandonner le droit. Il se retrouve alors à faire quelques petits boulots avant de reprendre ses études, à l'University of Central Florida cette fois, à Orlando, pour obtenir un diplôme en sciences politiques et une maîtrise en création littéraire.
Pour payer ses études, il travaille dans une librairie de la chaîne Borders Books à Winter Park, où il se découvre une passion pour l'univers du comic book grâce à un client régulier de la boutique. Il explique par la suite, dans une interview sur le site Project Fanboy : « Je pensais, à tort, comme tout le monde, que les bandes dessinées n'étaient destinées qu'aux enfants, en partie parce que j'étais universitaire et que cela me permettrait soi-disant d'être le prochain Hemingway ».
Encouragé par la clientèle, Robert Venditti se plonge dans la lecture d'Astro City de Kurt Busiek, ce qui le décide à poursuivre sa carrière dans le comic book.
Après sa rencontre en 2002 avec l'éditeur Chris Staros, Venditti commence à travailler pour Top Shelf Productions. En décembre, il leur présente son premier titre The Surrogates, dans l'espoir que Chris Staros le transmette à une quelconque personne intéressée. L'éditeur décide de conserver le titre et publie le premier volume en juillet 2005.
En 2010, pour les éditions Hyperion, il se lance dans l'adaptation de Percy Jackson, le roman à succès de Rick Riordan, avec Attila Futaki au dessin. Le tome 1 est traduit en français en avril 2011 aux éditions 12 bis sous le titre de Percy Jackson : Le Voleur de Foudre.
Actuellement[Quand ?], Robert Venditti réside à Atlanta (Géorgie).